# Sumiyoshi Row (Azuma) Ház
Szumijosi Row Ház (住吉の長屋; Hepburn: Sumiyoshi no Nagaya), amit Azuma House-ként is említenek (japánul 東邸), egy egyéni zártsorú beépítésű lakóház az oszakai Sumiyoshi-ku-ban Japánban. A házat Andó Tadao tervezte, még munkássága korai éveiben, aki tulajdonképp ezzel a házával lépett be a szakma életébe.
Tényleges külsőre nyíló ablakok nélkül tervezte a házat – egy kis belső udvarral és egy összekötő "híddal" a közepén –, s mégis a ház tele van fénnyel. Ezzel a tervezési elvvel többféle kulturális – japán és nemcsak – építészeti hagyományt vitt tovább.

## Fordítás
Ez a szócikk részben vagy egészben  a   Row House in Sumiyoshi című angol Wikipédia-szócikk ezen változatának fordításán alapul.  Az eredeti cikk szerkesztőit annak laptörténete sorolja fel. Ez a jelzés csupán a megfogalmazás eredetét és a szerzői jogokat jelzi, nem szolgál a cikkben szereplő információk forrásmegjelöléseként.

## További irodalom
- Francesco Dal Co. Tadao Ando: Complett Works . Phaidon Press, 1997